# 拉格朗日力学

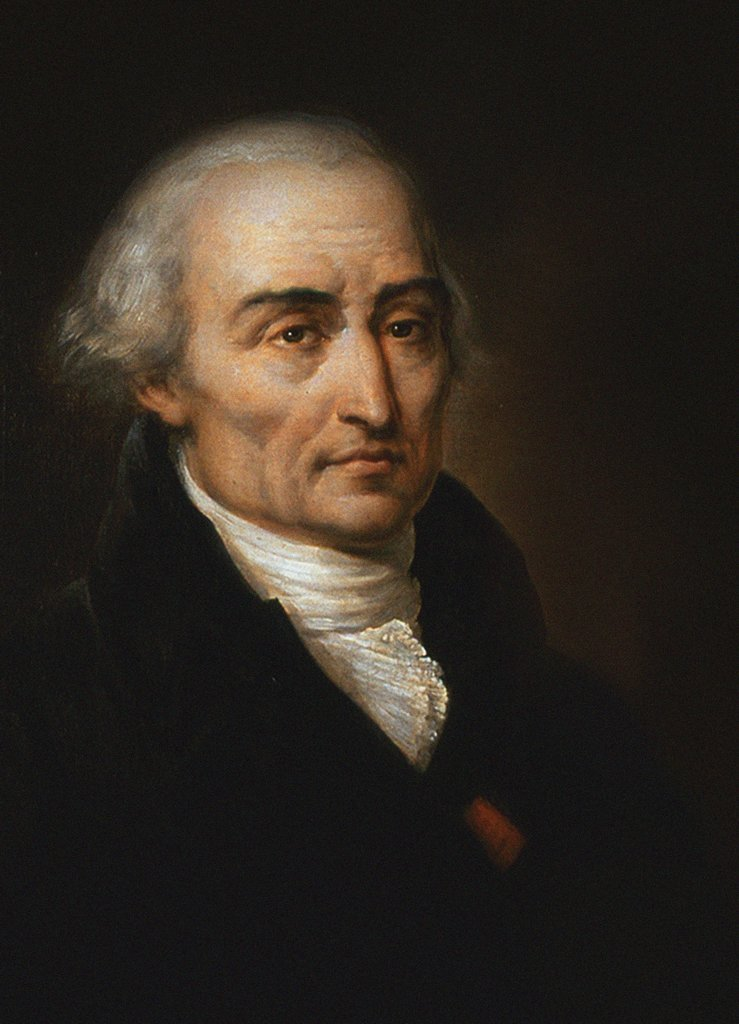
約瑟夫·拉格朗日

拉格朗日力学（英語：Lagrangian mechanics）是分析力学中的一种，于1788年由約瑟夫·拉格朗日所创立。拉格朗日力学是对经典力学的一种的新的理论表述，着重于数学解析的方法，並運用最小作用量原理，是分析力学的重要组成部分。
经典力学最初的表述形式由牛顿建立，它着重於分析位移，速度，加速度，力等矢量间的关系，又称为矢量力学。拉格朗日引入了广义坐标的概念，又运用达朗贝尔原理，求得与牛顿第二定律等价的拉格朗日方程。不仅如此，拉格朗日方程具有更普遍的意义，适用范围更广泛。还有，选取恰当的广义坐标，可以大大地简化拉格朗日方程的求解过程。

## 自由度
力学系统可以由一组坐标来描述。例如，一个质点的运动（在笛卡尔坐标系中）由x、y、z三个坐标来描述。一般而言，{\displaystyle N}个质点组成的力学系统由{\displaystyle 3N}个坐标来描述。力学系统中常常存在着各种约束，使得这{\displaystyle 3N}个坐标并不都是独立的。力学系统的独立坐标的个数称之为自由度。对于{\displaystyle N}个质点组成的力学系统，若存在{\displaystyle m}个约束，则系统的自由度为
{\displaystyle S=3N-m}。

## 广义坐标
在矢量力学中，约束的存在体现在作用于系统的约束力。约束力引入额外的未知量，通常使问题变得更为复杂。但若能选取适当的{\displaystyle s}个完全满足约束条件的独立坐标，则约束不再出现在问题中，只需要求解关于{\displaystyle s}个未知变量的方程，使问题得以大大简化。而如果运用牛顿力学来解约束问题，通常约束越多，需要求解的方程个数就越多，反而增加了一定的难度。这样的{\displaystyle s}个坐标不再局限于各质点的位置坐标，而可以是任何能描述系统的几何参量，因此称为“广义坐标”。

## 拉格朗日量
拉格朗日力学的一个基本假设是：具有{\displaystyle n}个自由度的系统，其运动状态完全由{\displaystyle n}个广义坐标及广义速度决定。或者说，力学系统的运动状态由一个广义坐标和广义速度的函数描述：
{\displaystyle {\mathcal {L}}(q_{1},\ q_{2},\ \dots ,\ q_{n};\ {\dot {q_{1}}},\ {\dot {q_{2}}},\ \dots ,\ {\dot {q_{n}}},\ t)}。
这个函数称为拉格朗日函数或拉格朗日量。
引入势能函数{\displaystyle V\!}。这时拉格朗日函数表示为：
{\displaystyle {\mathcal {L}}=T-V}
其中{\displaystyle T\!}和{\displaystyle V\!}分别是这个力学体系的动能和势能。

## 拉格朗日方程
拉格朗日力学中，运动方程由{\displaystyle n}个二阶微分方程（拉格朗日方程）给出：
{\displaystyle {\mathrm {d}  \over \mathrm {d} t}{\partial {\mathcal {L}} \over \partial {\dot {q_{i}}}}-{\partial {\mathcal {L}} \over \partial q_{i}}=Q_{i}}；
其中{\displaystyle Q_{i}}为{\displaystyle q_{i}}所对应的非保守的广义力。
拉格朗日方程的地位等同于牛顿力学中的牛顿第二定律。但具有更普遍的意义。这个方式的解是经典解，在量子体系下，经典路径将不再是唯一路径。

## 拉格朗日力学的扩展
哈密顿量{\displaystyle H}可以通过对拉格朗日量进行勒让德变换得到。哈密顿量是经典力学的另一种表述哈密顿力学的基础。拉格朗日量可以视为定义在所有广义坐标可能值组成的组态空间的切丛上的函数，而哈密顿量是相对应的余切丛上的函数。哈密顿量在量子力学中到处出现（参看哈密頓算符 (量子力學)）。
1948年，费曼发明了路径积分表述，将最小作用量原理扩展到量子力学。在该表述中，粒子穿过所有可能的始态和终态的所有路径；特定终态的概率是所有可能导向它的轨迹的概率之和。在经典力学的范围，路径积分表述简单的退化为哈密顿原理。